# 二條齊敬

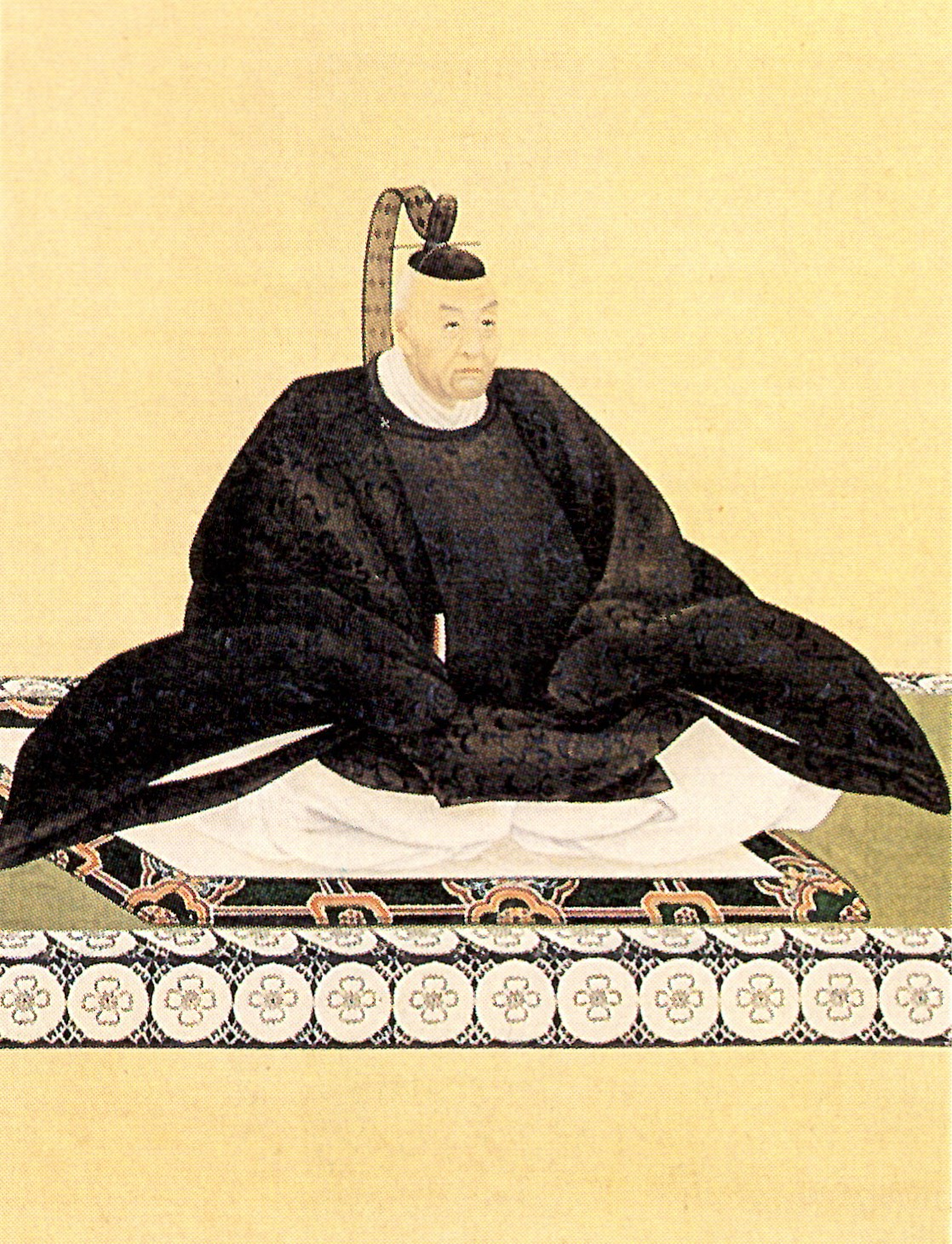
二條齊敬

二條齊敬（1816年11月1日—1878年12月5日／文化十三年九月十二－明治十一年12月5日），是幕末及明治時代的公卿，也是藤原北家攝關家的二條家當主。日本史上最後一名關白以及人臣中最後一位攝政。

## 生平
二條齊敬在文化十三年（1816年）出生，是父母二條齊信及德川從子（水戶藩主・德川治紀之女，齊昭之姊）的次子，也是德川慶喜的從兄弟。文政七年（1824年）5月元服，依二條家慣例接受將軍德川家齊的偏諱，命名為齊敬，9歲時叙從五位下。文政八年（1825年）昇從三位，以後依順昇進，到天保二年（1831年）就任權大納言。
黑船來航以後，他與德川齊昭持相同意見，認為不應該簽署《美日修好通商條約》。安政五年（1858年）當大老井伊直弼主導時，將軍德川家定聽順井伊直弼決定，立紀州藩主德川慶福（家茂）為第14代將軍，他被下調為將軍宣下使者，當時他希望與井伊直弼會面但被拒絕。同年受安政大獄處罰，翌年2月需要慎十日，次月昇進內大臣。文久二年（1862年）再進右大臣。

## 官職位階履歷
- 文政七年（1824年）　從五位下、從四位下・左近衛權少將、正四位下・右近衛權中將
- 文政八年（1825年）　從三位
- 文政十年（1827年）　正三位
- 文政十一年（1828年）　權中納言
- 天保二年（1831年）　權大納言
- 天保三年（1832年）　從二位
- 天保九年（1838年）　正二位
- 安政六年（1859年）　內大臣
- 文久二年（1862年）　從一位・右大臣
- 文久三年（1863年）　左大臣
- 文久四年（1864年）　關白、藤氏長者
- 慶應三年（1867年）　辭任左大臣、攝政

## 系譜
- 父：二條齊信
- 母：德川從子（德川治紀之女）
- 子嗣：
  - 二條正麿
  - 四條隆英
- 養子：二條基弘（九條尚忠之子）

## 附註
1. ↑  慶應三年（1867年）王政復古大號令時攝政及關白職務廢除 ，但攝政一職在明治二十二年（1889年）制定的舊皇室典範復設，不過僅限皇族擔任，現在的皇室典範也引用此條。實際上，大正十年（1921年）皇太子裕仁親王（即昭和天皇）也曾任攝政。在皇族以外，二條齊敬則是最後一位輔政。

| 王位覬覦者                         | 王位覬覦者                             | 王位覬覦者                         |
| ---------------------------------- | -------------------------------------- | ---------------------------------- |
| 前任： 二條齊信                    | 二條家當主 1847年6月9日－1878年12月5日 | 繼任： 二條基弘                    |
| 前任： 鷹司輔熙                    | 藤氏長者 1864年1月31日－1868年1月3日   | 繼任： 九條道孝                    |
| 官衔                               |                                        |                                    |
| 前任： 一條忠香                    | 內大臣 1859年4月30日－1862年2月2日     | 繼任： 久我建通                    |
| 前任： 花山院家厚                  | 右大臣 1862年2月2日－1864年1月31日     | 繼任： 德大寺公純                  |
| 空缺上一位持有相同頭銜者：一條忠香 | 左大臣 1864年1月31日－1867年10月24日   | 繼任： 近衛忠房                    |
| 前任： 鷹司輔熙                    | 關白 1864年1月31日－1867年1月30日      | 職務廢除 原因：大政奉還            |
| 空缺上一位持有相同頭銜者：九條尚實 | 攝政 1867年2月13日－1868年1月3日       | 空缺下一位持有相同頭銜者：裕仁親王 |
| 军职                               |                                        |                                    |
| 前任： 一條忠香                    | 左大將 1859年4月29日－1862年6月8日     | 繼任： 近衛忠房                    |